# Bradley Whitford
Bradley Whitford (rođen 10. listopada 1959.) je američki filmski i televizijski glumac. Najpoznatiji je po ulogama zamjenika predstojnika ureda Josha Lymana u NBC-jevoj televizijskoj seriji Zapadno krilo i kao Danny Tripp u seriji Studio 60 na Sunset Stripu. Također je poznat po sporednim ulogama u filmovima kao što su Miris žene, Klijent, Savršeni svijet, Philadelphia, Robocop 3, Cobb i Crveni ugao.
Whitford je bio nominiran tri godine zaredom za prestižnu televizijsku nagradu Emmy (2001. – 2003.) u kategoriji najboljeg sporednog glumca za ulogu u seriji Zapadno krilo, a osvojio je nagradu 2001. godine. U istoj kategoriji nominiran je i za Zlatni globus, također tri godine zaredom.

## Rani život
Whitford je rođen u Madisonu, država Wisconsin, a tamo je završio i srednju školu. Diplomirao je na Sveučilištu Wesleyan gdje mu je cimer bio mlađi brat Richarda Schiffa, njegovog budućeg kolege u seriji Zapadno krilo. 

## Karijera
Whitford se prvi put pojavio na televiziji 1985. godine u epizodi serije The Equalizer. Filmski debi imao je 1986. godine u filmu Doorman. Prvi put na Broadwayju nastupio je 1990. godine u kazališnoj predstavi Malo dobrih ljudi čiji je autor Aaron Sorkin. To je ujedno označilo i početak njihovog dugogodišnjeg prijateljstva i zajedničkog rada. Whitford je nastupio u seriji Hitna služba, u hvaljenoj i nagrađivanoj epizodi Love's Labor Lost. Također je nastupio i u jednoj epizodi Dosjea-X (Firewalker). 
Whitford se glumačkoj postavi serije Zapadno krilo pridružio od samog početka 1999. godine. Upravo je za tu ulogu osvojio prestižnu televizijsku nagradu Emmy 2001. godine u kategoriji najboljeg sporednog glumca (za epizode In the Shadow of Two Gunmen (Part 2) i Noel). Također je napisao dvije epizode serije (Faith Based Initiative u šestoj sezoni i Internal Displacement u sedmoj). Nakon što je serija završila u svibnju 2006. godine, Whitford je glumio glavnu ulogu u sljedećoj Sorkinovoj seriji - Studio 60 na Sunset Stripu. U srpnju 2008. godine nastupio je u Britanskoj drami Burn Up. 

## Osobni život
Whitford je bio oženjen glumicom Jane Kaczmarek (također rođenoj u državi Wisconsin) vjerojatno najpoznatijoj po ulozi Lois u humorističnoj seriji Malcolm u sredini. Živjeli su u San Marinu (država Kalifornija) sa svoje troje djece - Frances Genevieve (rođena 31. listopada 1997.), Georgeom Edwardom (rođen 23. prosinca 1999.) i Mary Louisom (rođenom 25. studenog 2002.) 2007. godine kompletna obitelj pojavila se u reklami za Chrysler. 19. lipnja 2009. godine par je službeno najavio razvod nakon 16 godina braka. Jedan od posljednjih puta kad su bili viđeni zajedno u javnosti bilo je u rujnu 2008. godine u Los Angelesu. 